# Gennaro Di Napoli
Gennaro Di Napoli (* 5. März 1968 in Neapel) ist ein ehemaliger italienischer Mittel- und Langstreckenläufer. 

## Leben
Der in Neapel geborene, aber in der Lombardei aufgewachsene Athlet gehörte im 1500-Meter-Lauf und im 3000-Meter-Lauf zur Weltklasse. Di Napoli war zwar kein reiner Hallenspezialist, erreichte aber in der Halle seine größten Erfolge mit den Weltmeistertiteln 1993 und 1995. 
Der Junioreneuropameister von 1987 über 1500 Meter schied bei den Olympischen Spielen 1988 in Seoul im Halbfinale aus. Bei den Europameisterschaften 1990 in Split musste er sich im Schlussspurt nur Jens-Peter Herold aus der DDR geschlagen geben und gewann in 3:38,60 min Silber. Bei den Weltmeisterschaften 1991 in Tokio wurde Di Napoli in 3:36,56 min Achter.
1992 gewann er bei den Halleneuropameisterschaften in Genua die 3000 Meter in 7:47,27 min vor dem Briten John Mayock in 7:48,47 min. Bei den Olympischen Spielen in Barcelona schied er über 1500 Meter wie 1988 im Halbfinale aus. Bei den Hallenweltmeisterschaften 1993 in Toronto gewann er Gold über 3000 Meter. In 7:50,26 min lag er knapp vor dem Franzosen Éric Dubus in 7:50,57 min. In Stuttgart bei den Weltmeisterschaften 1993 erreichte Di Napoli das Finale, wurde dort aber abgeschlagen Zwölfter und Letzter.
Im Jahr darauf wurde Di Napoli bei den Europameisterschaften in Helsinki Neunter in 3:39,96 min. Seinen zweiten Sieg bei Hallenweltmeisterschaften feierte er 1995 in Toronto. In 7:50,89 min gewann er den Spurt vor dem Spanier Anacleto Jiménez (7:50,98 min). Im selben Jahr wurde er bei den Weltmeisterschaften in Göteborg Elfter über 5000 Meter. 
1996 in Atlanta erreichte Di Napoli das olympische Finale über 5000 Meter und wurde Zwölfter. Bei den Hallenweltmeisterschaften 1997 in Paris wurde er in 7:41,05 min Vierter. Zwei Jahre später bei den Hallenweltmeisterschaften 1999 in Maebashi wurde er erneut Vierter, diesmal in 7:55,60 min.
Beim Europacup der Leichtathleten gewann Gennaro Di Napoli 1995, 1996, 1997 und 1999 jeweils die 5000 Meter.
Gennaro Di Napoli ist 1,85 m groß und wog in seiner aktiven Zeit 61 kg.

## Persönliche Bestzeiten
- 800 m: 1:45,84 min, 7. Juli 1990, Formia
- 1000 m: 2:17,28 min, 22. Juni 1991, Parma
- 1500 m: 3:32,78 min, 9. September 1990, Rieti
  - Halle: 3:38,58 min, 18. Februar 1992, Genua
- 1 Meile: 3:51,96 min, 30. Mai 1992, San Donato Milanese
- 2000 m: 4:55,0 min, 26. Mai 1991, Turin
- 3000 m: 7:39,54 min, 18. Mai 1996, Formia
  - Halle: 7:41,05 min, 9. März 1997, Paris
- 5000 m: 13:17,46 min, 8. Juni 1995, Rom